# Lista de prêmios e indicações recebidos por I-dle
Esta é a lista de prêmios e indicações recebidos por I-dle, um girl group sul-coreano formado pela Cube Entertainment, desde sua estreia em 2018. Depois de estrear com seu primeiro single principal "Latata" em maio de 2018, o grupo venceu vários prêmios de revelação em várias premiações de fim de ano em seu país natal, a Coreia do Sul, como Asia Artist Awards, Gaon Chart Music Awards, Genie Music Awards, Golden Disc Awards, Korea Popular Music Awards e Melon Music Awards.

## Prêmios e indicações
| Cerimônia de premiação          | Ano         | Categoria                                          | Nomeado / trabalho | Resultado | Ref.          |
| ------------------------------- | ----------- | -------------------------------------------------- | ------------------ | --------- | ------------- |
| APAN Music Awards               | 2020        | Top 10 Prêmio Principal (Bonsang)                  | (G)I-dle           | Indicado  | [ 1 ]         |
| APAN Music Awards               | 2020        | Melhor Grupo Feminino                              | (G)I-dle           | Indicado  | [ 1 ]         |
| APAN Music Awards               | 2020        | Melhor Ícone                                       | (G)I-dle           | Indicado  | [ 1 ]         |
| Asia Artist Awards              | 2018        | Artistas Mais Populares (Cantor) – Top 50          | (G)I-dle           | Indicado  | [ 2 ]         |
| Asia Artist Awards              | 2018        | Revelação do Ano – Música                          | (G)I-dle           | Venceu    | [ 2 ]         |
| Asia Artist Awards              | 2019        | Artistas Mais Populares (Cantor) – Top 50          | (G)I-dle           | Indicado  | [ 3 ]         |
| Asia Artist Awards              | 2019        | Prêmio Popularidade Starnews – Grupo Feminino      | (G)I-dle           | Indicado  | [ 3 ]         |
| Asia Artist Awards              | 2019        | Prêmio Groove                                      | (G)I-dle           | Venceu    | [ 3 ]         |
| Asia Artist Awards              | 2020        | Prêmio Melhor Emotivo                              | (G)I-dle           | Venceu    | [ 4 ]         |
| Asia Model Festival             | 2019        | Prêmio Nova Estrela (Cantor)                       | (G)I-dle           | Venceu    | [ 5 ]         |
| Brand of the Year Awards        | 2018        | Ídolo Feminino Revelação do Ano                    | (G)I-dle           | Venceu    | [ 6 ]         |
| Clipe Internacional             | "Oh My God" | Venceu                                             | (G)I-dle           |           |               |
| Gaon Chart Music Awards         | 2018        | Canção do Ano (Agosto)                             | "Hann (Alone)"     | Indicado  | [ 7 ]         |
| Gaon Chart Music Awards         | 2018        | Novo Artista do Ano – Digital                      | (G)I-dle           | Venceu    | [ 7 ]         |
| Gaon Chart Music Awards         | 2019        | Canção do Ano (Fevereiro)                          | "Senorita"         | Indicado  | [ 8 ]         |
| Gaon Chart Music Awards         | 2019        | Revelação Mundial do Ano                           | (G)I-dle           | Venceu    | [ 9 ]         |
| Gaon Chart Music Awards         | 2020        | Canção do Ano (Agosto)                             | "Dumdi Dumdi"      | Indicado  | [ 10 ]        |
| Gaon Chart Music Awards         | 2020        | Escolha Global Feminina MuBeat                     | (G)I-dle           | Indicado  |               |
| Genie Music Awards              | 2018        | O Melhor Artista                                   | (G)I-dle           | Indicado  | [ 11 ] [ 12 ] |
| Genie Music Awards              | 2018        | A Nova Artista Feminina                            | (G)I-dle           | Venceu    | [ 11 ] [ 12 ] |
| Genie Music Awards              | 2018        | Prêmio Popularidade Genie Music                    | (G)I-dle           | Indicado  | [ 11 ] [ 12 ] |
| Genie Music Awards              | 2019        | O Melhor Artista                                   | (G)I-dle           | Indicado  | [ 13 ]        |
| Genie Music Awards              | 2019        | O Grupo Feminino                                   | (G)I-dle           | Indicado  | [ 13 ]        |
| Genie Music Awards              | 2019        | O Artista Performático (Feminino)                  | (G)I-dle           | Indicado  | [ 13 ]        |
| Genie Music Awards              | 2019        | Prêmio Popularidade Genie Music                    | (G)I-dle           | Indicado  | [ 13 ]        |
| Genie Music Awards              | 2019        | Prêmio Popularidade Global                         | (G)I-dle           | Indicado  | [ 13 ]        |
| Golden Disc Awards              | 2019        | Daesang Digital                                    | "Latata"           | Indicado  | [ 14 ]        |
| Golden Disc Awards              | 2019        | Revelação do Ano – Digital                         | (G)I-dle           | Venceu    | [ 14 ]        |
| Golden Disc Awards              | 2019        | Prêmio Popularidade                                | (G)I-dle           | Indicado  | [ 14 ]        |
| Golden Disc Awards              | 2019        | Astro de K-pop Mais Popular NetEase                | (G)I-dle           | Indicado  | [ 14 ]        |
| Golden Disc Awards              | 2020        | Prêmio Melhor Performance Feminina                 | "Lion"             | Venceu    | [ 15 ]        |
| Golden Disc Awards              | 2021        | Prêmio Melhor Performance Feminina                 | "Oh My God"        | Venceu    | [ 16 ]        |
| Japan Gold Disc Award           | 2020        | Os 3 Melhores Novos Artistas (Ásia)                | (G)I-dle           | Venceu    | [ 17 ]        |
| JOOX Hong Kong Top Music Awards | 2020        | Top 20 Músicas de Kpop                             | "Oh My God"        | Indicado  | [ 18 ]        |
| JOOX Hong Kong Top Music Awards | 2020        | Top 20 Músicas de Kpop                             | "I'm the Trend"    | Indicado  | [ 19 ]        |
| JOOX Hong Kong Top Music Awards | 2020        | Top 20 Músicas de Kpop                             | "Dumdi Dumdi"      | Indicado  | [ 19 ]        |
| Korea First Brand Awards        | 2021        | Tendência Quente                                   | (G)I-dle           | Venceu    | [ 21 ] [ 22 ] |
| Korea Popular Music Awards      | 2018        | Melhor Novo Artista                                | (G)I-dle           | Venceu    | [ 23 ]        |
| Korean Music Awards             | 2020        | Melhor Canção Pop                                  | "Lion"             | Indicado  | [ 24 ]        |
| Melon Music Awards              | 2018        | Melhor Novo Artista (Feminino)                     | (G)I-dle           | Venceu    | [ 25 ]        |
| Melon Music Awards              | 2020        | Top 10 Artistas                                    | (G)I-dle           | Indicado  | [ 26 ] [ 27 ] |
| Mnet Asian Music Awards         | 2018        | Melhor Nova Artista Feminina                       | (G)I-dle           | Indicado  | [ 28 ]        |
| Mnet Asian Music Awards         | 2018        | Melhor do Próximo                                  | (G)I-dle           | Venceu    | [ 28 ]        |
| Mnet Asian Music Awards         | 2018        | Artista do Ano                                     | (G)I-dle           | Indicado  | [ 28 ]        |
| Mnet Asian Music Awards         | 2019        | Canção do Ano                                      | "Senorita"         | Indicado  | [ 29 ]        |
| Mnet Asian Music Awards         | 2019        | Melhor Performance de Dança – Grupo Feminino       | "Senorita"         | Venceu    | [ 29 ]        |
| Mnet Asian Music Awards         | 2019        | Top 10 Escolha dos Fãs em Todo o Mundo             | (G)I-dle           | Indicado  | [ 29 ]        |
| MTV Europe Music Awards         | 2018        | Melhor Ato Coreano                                 | (G)I-dle           | Indicado  | [ 30 ]        |
| MTV Video Music Awards          | 2020        | Melhor Vídeo K-Pop                                 | "Oh My God"        | Indicado  | [ 31 ]        |
| NetEase Cloud Music Award       | 2019        | Artista Popular (Solo/grupos femininos coreanos)   | (G)I-dle           | Indicado  | [ 32 ]        |
| NetEase Cloud Music Award       | 2020        | Artista Popular do Ano                             | (G)I-dle           | Indicado  | [ 33 ]        |
| NetEase Cloud Music Award       | 2020        | Álbum Popular do Ano (Álbum coreano/japonês)       | I Trust            | Venceu    | [ 33 ]        |
| NetEase Cloud Music Award       | 2020        | Melhor Criatividade do Ano (Álbum coreano/japonês) | I Trust            | Indicado  | [ 33 ]        |
| Seoul Music Awards              | 2019        | Prêmio Novo Artista                                | (G)I-dle           | Indicado  | [ 34 ]        |
| Seoul Music Awards              | 2019        | Prêmio Especial Hallyu                             | (G)I-dle           | Indicado  | [ 34 ]        |
| Seoul Music Awards              | 2019        | Prêmio Popularidade                                | (G)I-dle           | Indicado  | [ 34 ]        |
| Seoul Music Awards              | 2020        | Prêmio Bonsang                                     | (G)I-dle           | Indicado  | [ 35 ]        |
| Seoul Music Awards              | 2020        | Prêmio Especial Hallyu                             | (G)I-dle           | Indicado  | [ 35 ]        |
| Seoul Music Awards              | 2020        | Prêmio Popularidade                                | (G)I-dle           | Indicado  | [ 35 ]        |
| Seoul Music Awards              | 2020        | Prêmio Artista de K-Pop Mais Popular da QQ Music   | (G)I-dle           | Indicado  | [ 36 ]        |
| Seoul Music Awards              | 2021        | Prêmio Bonsang                                     | (G)I-dle           | Indicado  | [ 37 ] [ 38 ] |
| Seoul Music Awards              | 2021        | Melhor Performance                                 | (G)I-dle           | Venceu    | [ 37 ] [ 38 ] |
| Seoul Music Awards              | 2021        | Prêmio Popularidade                                | (G)I-dle           | Indicado  | [ 37 ] [ 38 ] |
| Seoul Music Awards              | 2021        | Prêmio Popularidade da Onda Coreana                | (G)I-dle           | Indicado  | [ 37 ] [ 38 ] |
| Soompi Awards                   | 2019        | Revelação do Ano                                   | (G)I-dle           | Indicado  | [ 39 ]        |
| Soribada Best K-Music Awards    | 2019        | Melhor Artista do Ano (Bonsang)                    | (G)I-dle           | Indicado  | [ 40 ]        |
| Soribada Best K-Music Awards    | 2019        | Prêmio Popularidade Feminina                       | (G)I-dle           | Indicado  | [ 40 ]        |
| Soribada Best K-Music Awards    | 2019        | Prêmio New Wave                                    | (G)I-dle           | Venceu    | [ 40 ]        |
| Soribada Best K-Music Awards    | 2020        | Melhor Artista do Ano (Bonsang)                    | (G)I-dle           | Indicado  | [ 41 ]        |
| Soribada Best K-Music Awards    | 2020        | Prêmio Popularidade Feminina                       | (G)I-dle           | Indicado  | [ 41 ]        |
| Soribada Best K-Music Awards    | 2020        | Prêmio Artista Global                              | (G)I-dle           | Indicado  | [ 41 ]        |
| Soribada Best K-Music Awards    | 2020        | Prêmio Performance                                 | (G)I-dle           | Venceu    | [ 41 ]        |
| Spotify Awards                  | 2020        | Artista Feminino de Kpop mais Transmitido          | (G)I-dle           | Indicado  | [ 43 ] [ 44 ] |
| The Fact Music Awards           | 2018        | Próximo Líder                                      | (G)I-dle           | Venceu    | [ 45 ]        |
| The Fact Music Awards           | 2019        | Performista de Dança do Ano                        | (G)I-dle           | Venceu    | [ 46 ]        |
| The Fact Music Awards           | 2020        | Global Hottest                                     | (G)I-dle           | Venceu    | [ 47 ] [ 48 ] |
| The Fact Music Awards           | 2020        | Prêmio Popularidade TMA                            | (G)I-dle           | Indicado  | [ 49 ]        |
| V Live Awards                   | 2019        | Top 5 Revelação Global                             | (G)I-dle           | Venceu    | [ 50 ]        |
| V Live Awards                   | 2020        | V Heartbeat Stage of Kpop                          | (G)I-dle           | Indicado  | [ 51 ]        |

## Outros prêmios

### Listículo
| Editor         | Ano  | Listículo                             | Colocação | Ref.   |
| -------------- | ---- | ------------------------------------- | --------- | ------ |
| YouTube Rewind | 2018 | As 10 Principais Estrelas em Ascensão | 3°        | [ 52 ] |